# هند بنت حمد آل ثانی
شیخه هند بنت حمد آل ثانی، (به عربی: هند بنت حمد آل ثاني) (زاده ۱۵ اوت ۱۹۸۴) دختر امیر پیشین قطر، شیخ حمد بن خلیفه آل ثانی، و خواهر تنی شیخ تمیم بن حمد بن خلیفه آل ثانی، امیر کنونی قطر است. مادرش شیخه موزا بنت ناصر المسند است. وی هم‌اکنون معاون رئیس و مدیرعامل بنیاد قطر است.

## تحصیلات
شیخه هند در سال ۲۰۰۵ از دانشگاه دوک در ایالات متحده مدرک کارشناسی دریافت کرد. همچنین در سال ۲۰۰۷ از کالج دانشگاهی لندن در انگلستان در مقطع کارشناسی ارشد در رشته حقوق بشر فارغ‌التحصیل شد.

## مشاغل
شیخه هند معاون رئیس و مدیرعامل بنیاد قطر است. علاوه بر آن رئیس مشترک هیئت مشورتی مشترک دانشگاه نورت‌وسترن قطر، معاون رئیس هیئت مدیره بنیاد قطر، عضو هیئت امناء بنیاد قطر، و رئیس هیئت مدیره سازمان آموزش برای قطر (Teach for Qatar) است.
در طول سال های ۲۰۰۸ تا ۲۰۱۳، شیخه هند به عنوان رئیس دفتر امیر قطر خدمت کرد. همزمان، او عضو هیات نظارت مشترک و رئیس کمیته اجرایی کالج نورث آتلانتیک قطر بود. شیخه هند همچنین به عنوان معاون رئیس و رئیس کمیته اجرایی شورای عالی آموزش (در حال حاضر وزارت آموزش و پرورش و آموزش عالی) و نیز به عنوان عضو شورای حاکم اینترپیس (یک سازمان بین‌المللی) بوده است.

## زندگی شخصی
شیخه هند در تاریخ ۲ آوریل ۲۰۱۰ با شیخ فیصل بن ثانی آل ثانی در کاخ وجبه دوحه ازدواج کرد.